# Saraca thaipingensis
Saraca thaipingensis är en ärtväxtart som beskrevs av David Prain. Saraca thaipingensis ingår i släktet Saraca och familjen ärtväxter. Inga underarter finns listade i Catalogue of Life.

## Bildgalleri

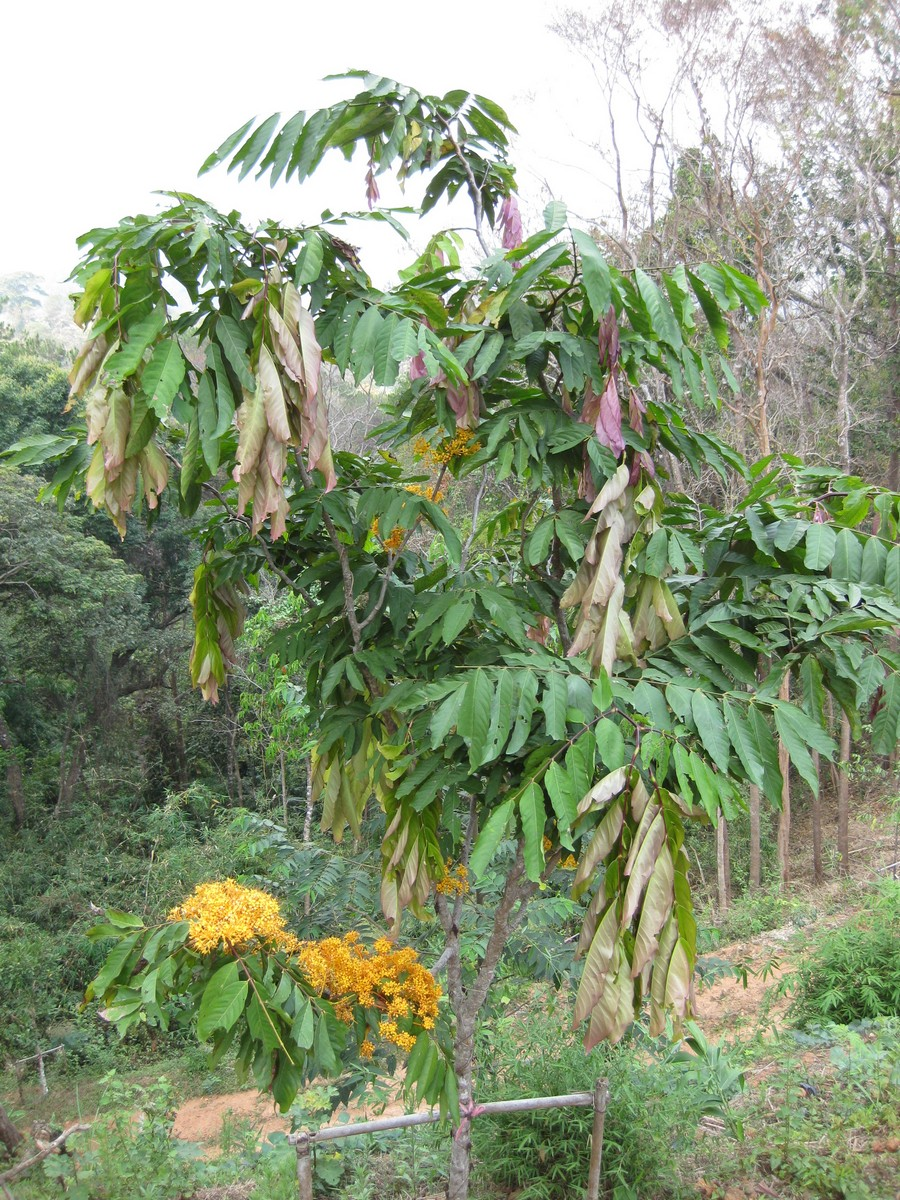
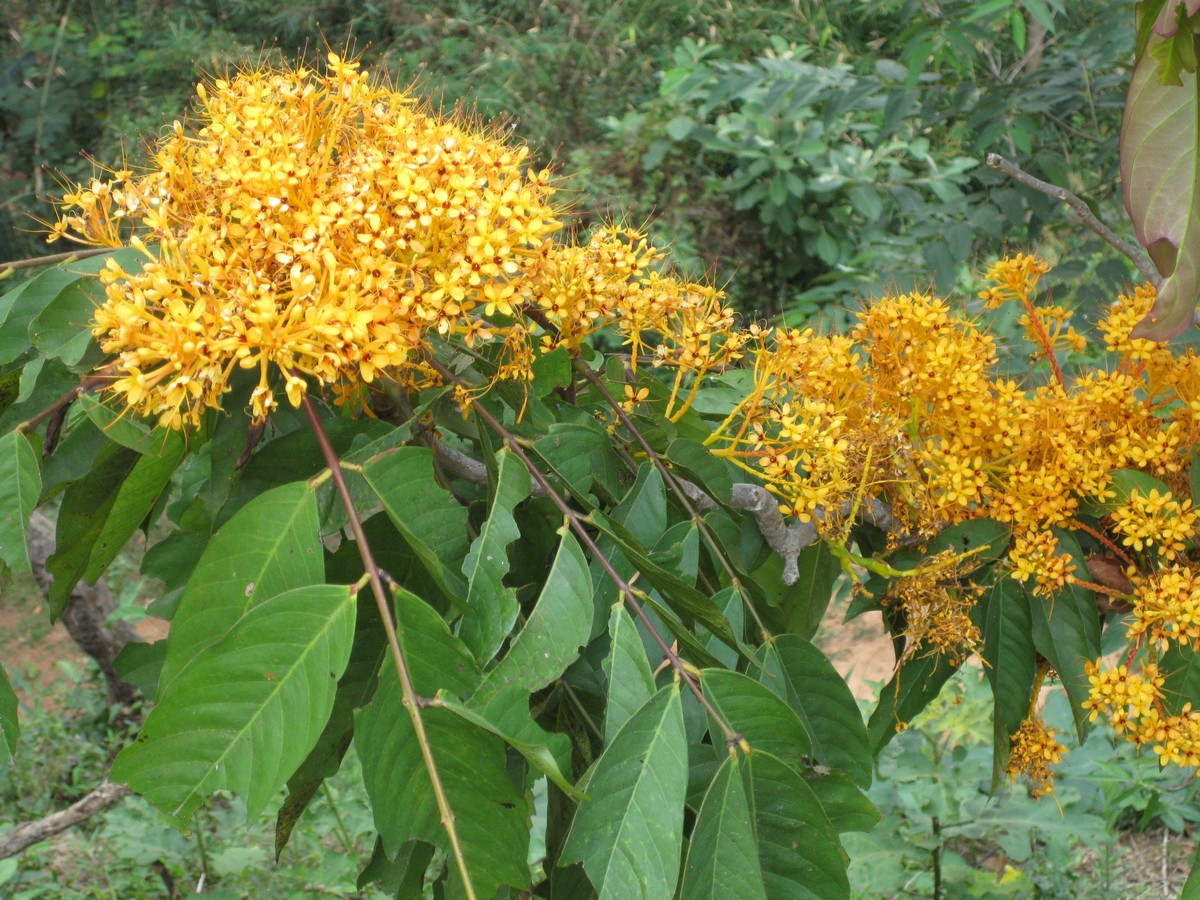
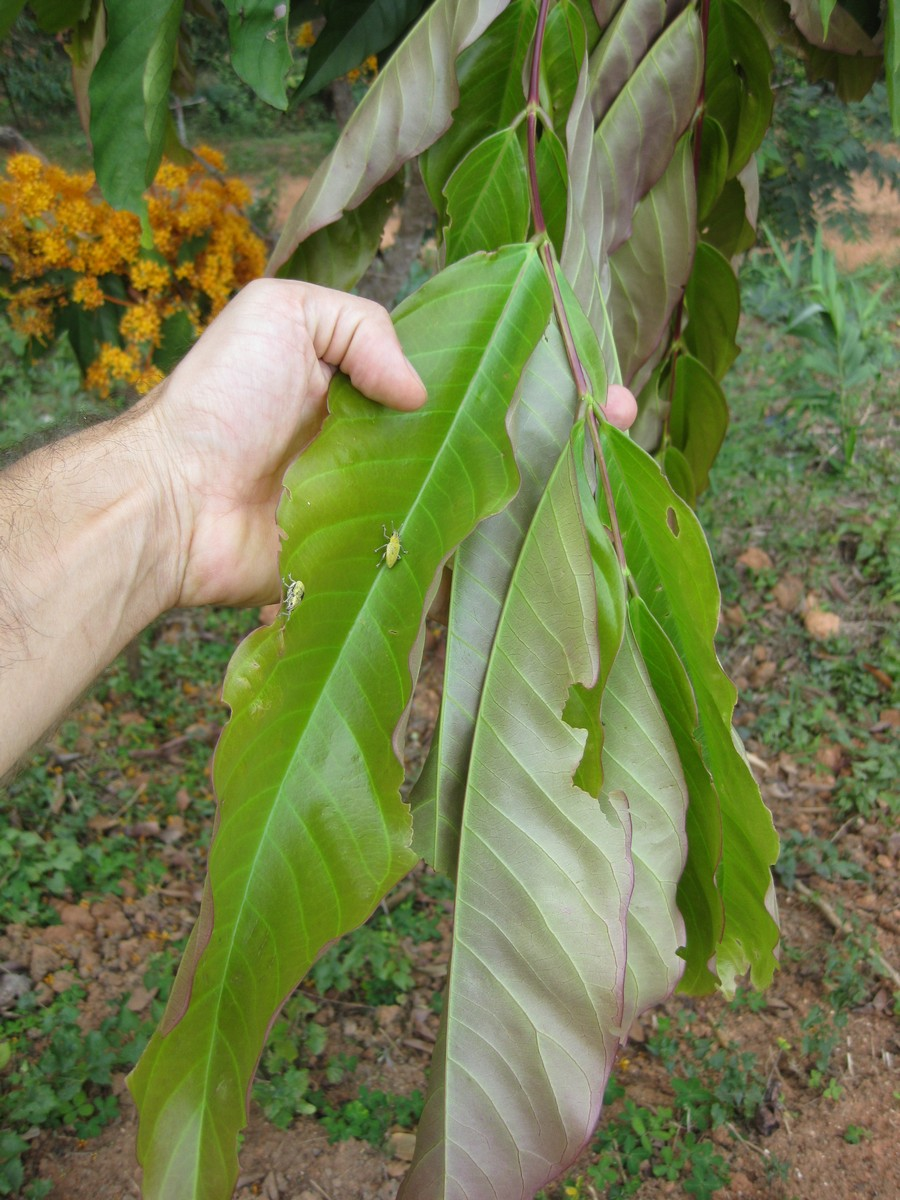
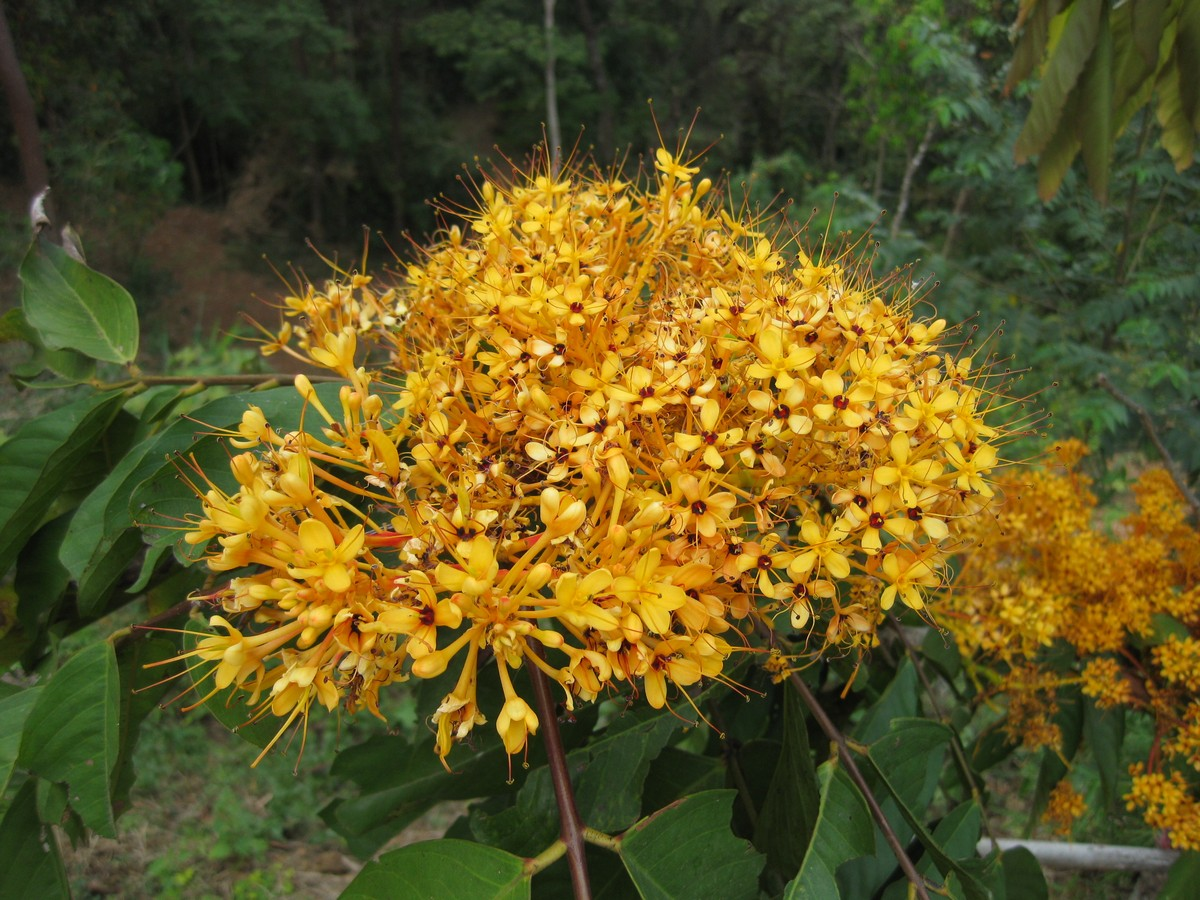
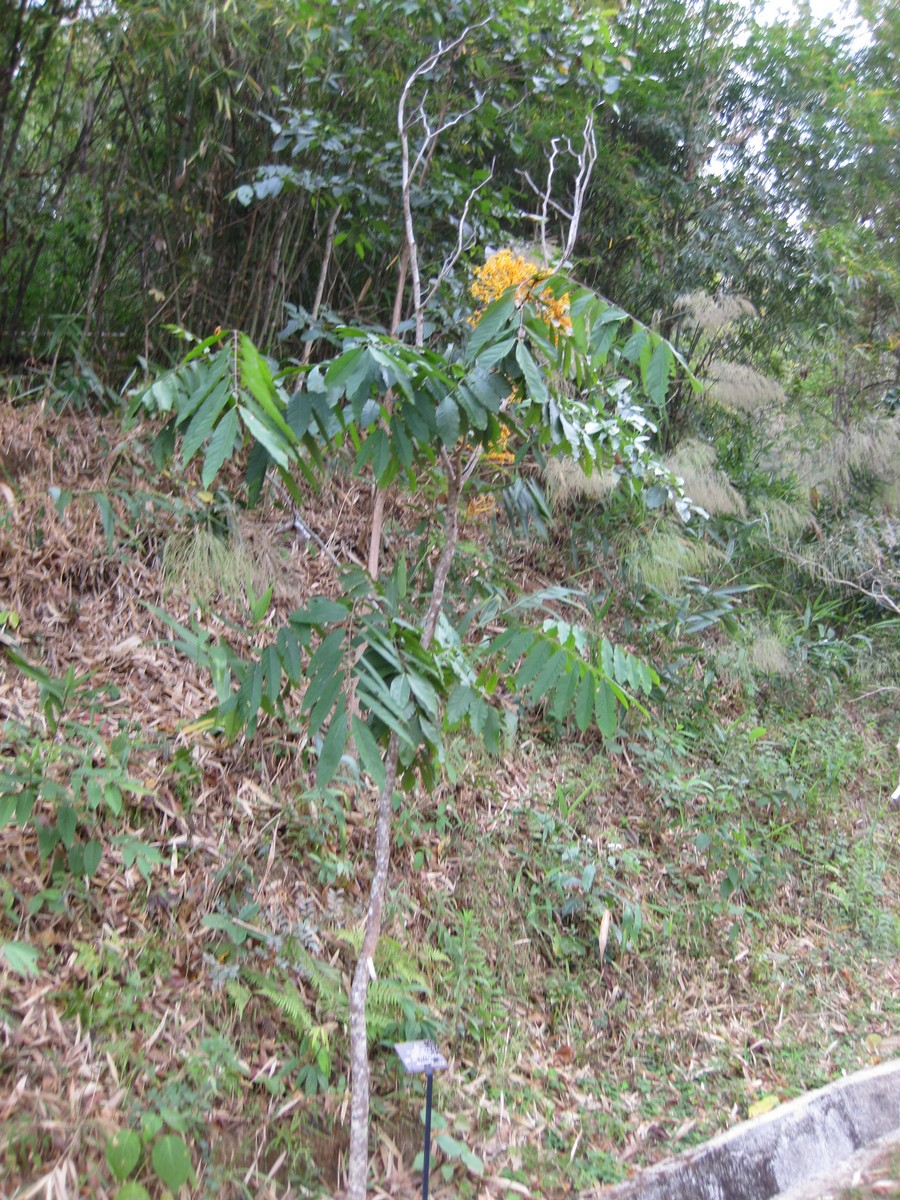
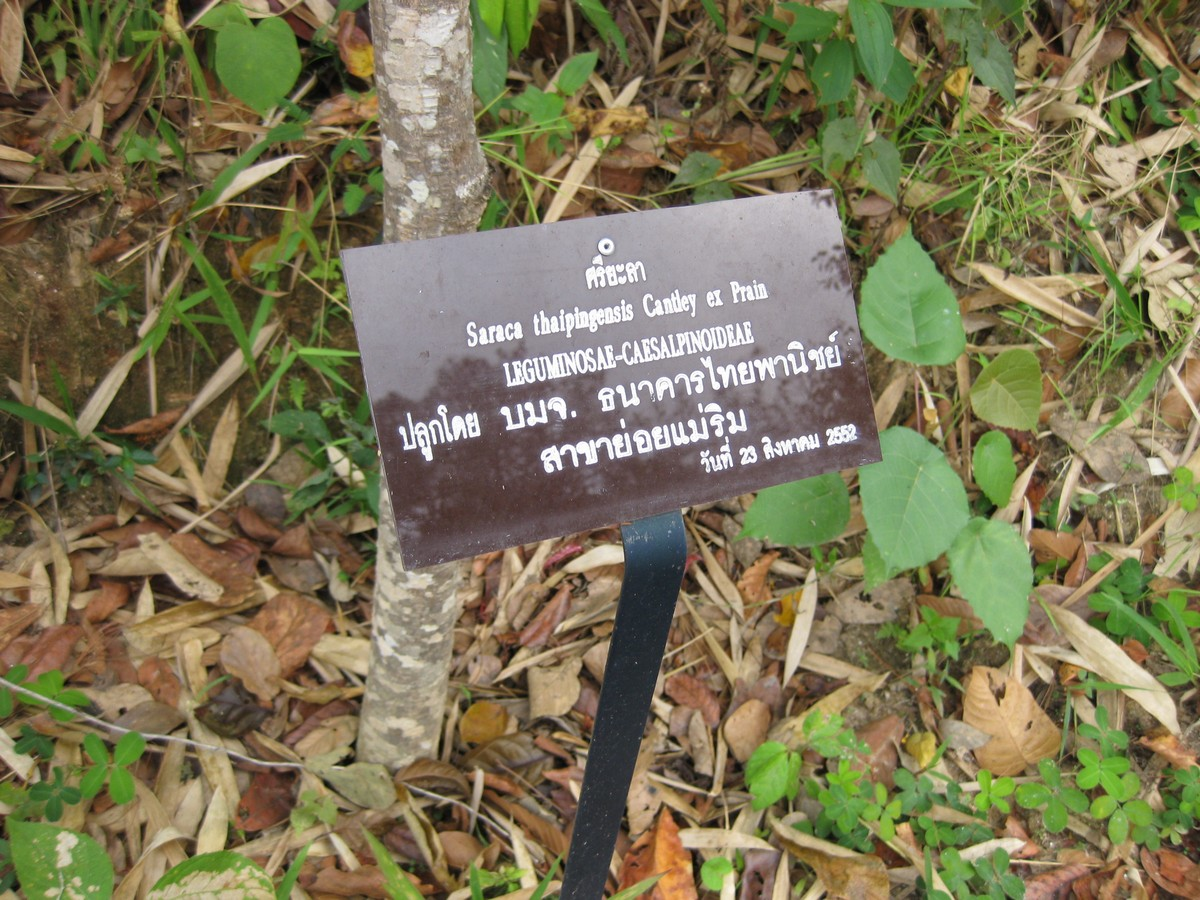